# Marduk-apla-uṣur
Marduk-apla-uṣur, der von 782 bis 770 v. Chr. regierte, gelangte als erster chaldäischer Herrscher auf den babylonischen Königsthron. Er ist nur in der synchronistischen Königsliste und der dynastischen Chronik belegt. Sein Nachfolger Erība-Marduk war ebenfalls ein Chaldäer und gehörte dem Stamm Bit Jakin an.  